# Lawrence Thomas (calciatore)
Lawrence Andrew Kingsley Thomas (Sydney, 9 maggio 1992) è un calciatore australiano, portiere del Western Sydney.

## Carriera

### Club
Ha giocato per i club della NSW Premier League Marconi Stallions, Blacktown City Demons e l'Australian Institute of Sport per la stagione della National Youth League. Thomas ha firmato col Bankstown City per la stagione 2010 della Premier League NSW in cui la squadra ha chiuso la stagione all'ottavo posto.
Thomas è stato in contatto col club di Football League Championship del Coventry City, tuttavia senza firmare un contratto. Nel 2011 con lo Sheffield Utd Thomas ha firmato fino alla fine della stagione 2010-2011.
Il 15 settembre 2011 firma un contratto di due anni con i Melbourne Victory. Il 5 novembre fa il suo esordio da professionista in A-League contro il Brisbane Roar, subentrando al posto del portiere titolare, Ante Čović, espulso per aver atterrato in area di rigore l'avversario. Si mette in mostra parando il rigore e contribuendo alla vittoria della squadra in nove contro undici .
Il 12 marzo 2014 debutta in AFC Champions League, giocando da titolare il match pareggiato per 2-2 contro lo Jeonbuk Hyundai. In totale colleziona tre presenze nella competizione.
Dopo aver passato le prime annate come riserva, a partire dalla stagione 2016-2017 Thomas diviene il portiere titolare, giocando complessivamente 36 partite in tutte le competizioni.
Nella stagione successiva, parte ancora titolare e conquista a fine stagione il titolo nazionale, giocando in totale 36 partite.

### Nazionale
Ha giocato nelle nazionali giovanili australiane Under-17 ed Under-20.
Nel 2021 ha giocato una partita nella nazionale maggiore australiana.

## Statistiche

### Presenze e reti nei club
Statistiche aggiornate al 5 maggio 2018.
| Stagione                 | Squadra                  | Campionato               | Campionato | Campionato | Coppe nazionali | Coppe nazionali | Coppe nazionali | Coppe continentali | Coppe continentali | Coppe continentali | Altre coppe | Altre coppe | Altre coppe | Totale | Totale |
| Stagione                 | Squadra                  | Comp                     | Pres       | Reti       | Comp            | Pres            | Reti            | Comp               | Pres               | Reti               | Comp        | Pres        | Reti        | Pres   | Reti   |
| ------------------------ | ------------------------ | ------------------------ | ---------- | ---------- | --------------- | --------------- | --------------- | ------------------ | ------------------ | ------------------ | ----------- | ----------- | ----------- | ------ | ------ |
| 2011-2012                | Melbourne Victory        | AL                       | 2          | -2         |                 | -               | -               | -                  | -                  | -                  | -           | -           | -           | 2      | -2     |
| 2012-2013                | Melbourne Victory        | AL                       | 2          | -7         |                 | -               | -               | -                  | -                  | -                  | -           | -           | -           | 2      | -7     |
| 2013-2014                | Melbourne Victory        | AL                       | 5          | -8         |                 | -               | -               | -                  | -                  | -                  | -           | -           | -           | 5      | -8     |
| 2014-2015                | Melbourne Victory        | AL                       | 5          | -3         | FFACup          | 0               | 0               | ACL                | 3                  | -5                 | -           | -           | -           | 8      | -8     |
| 2015-2016                | Melbourne Victory        | AL                       | 4+1        | -2 + -2    | FFACup          | 0               | 0               | ACL                | 5                  | -8                 | -           | -           | -           | 10     | -12    |
| 2016-2017                | Melbourne Victory        | AL                       | 26+2       | -31 + -1   | FFACup          | 3               | ??              | -                  | -                  | -                  | -           | -           | -           | 31     | -32    |
| 2017-2018                | Melbourne Victory        | AL                       | 25+4       | -34 + -3   | FFACup          | 2               | -3              | ACL                | 5                  | -15                | -           | -           | -           | 36     | -55    |
| Totale Melbourne Victory | Totale Melbourne Victory | Totale Melbourne Victory | 77         | -93        |                 | 5               | -3              |                    | 13                 | -28                |             | -           | -           | 95     | -124   |
| Totale carriera          | Totale carriera          | Totale carriera          | 77         | -93        |                 | 5               | -3              |                    | 13                 | -28                |             | 0           | 0           | 95     | -124   |

## Palmarès

### Club

#### Competizioni nazionali
- Premier's Plate: 1

Melbourne Victory: 2014-2015
- Campionato australiano: 2

Melbourne Victory: 2014-2015, 2017-2018
- FFA Cup: 1

Melbourne Victory: 2015

### Individuale
- Jon Marston Medal: 1

2018